# Christoph Weigel der Ältere

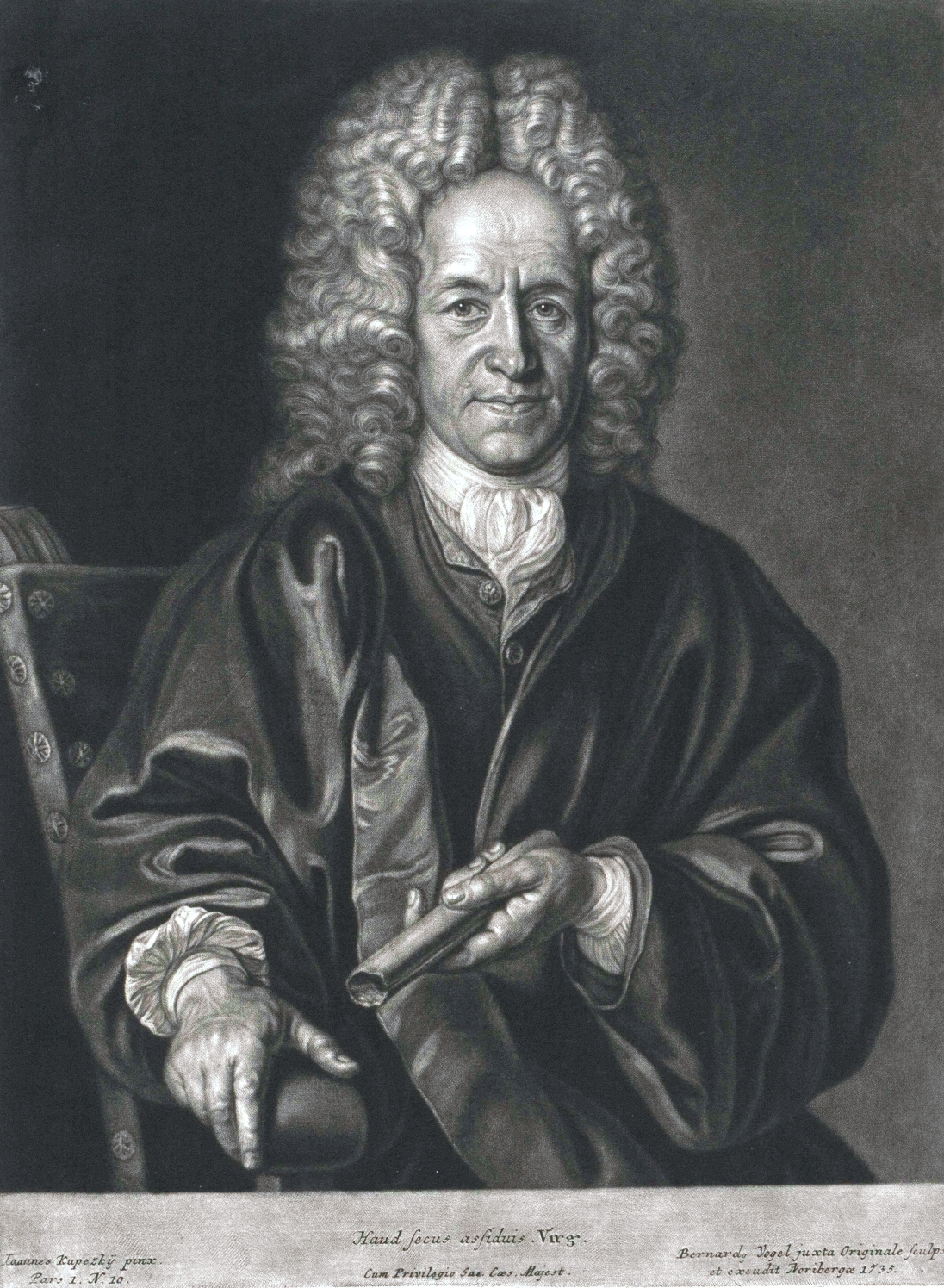
Christoph Weigel, Stich von Bernhard Vogel nach Johann Kupetzky

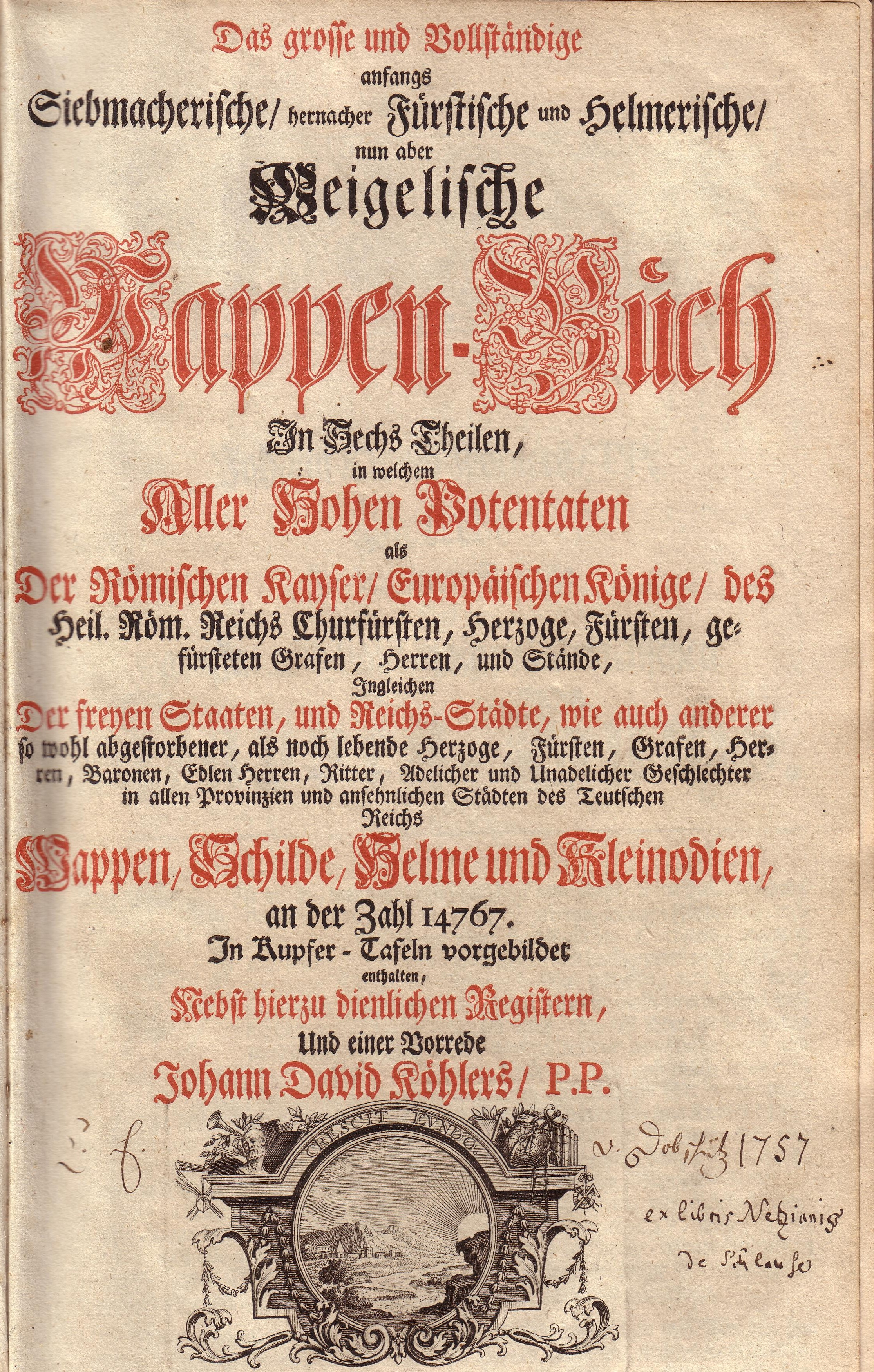
Titel des Weigel’schen Wappenbuchs von 1734

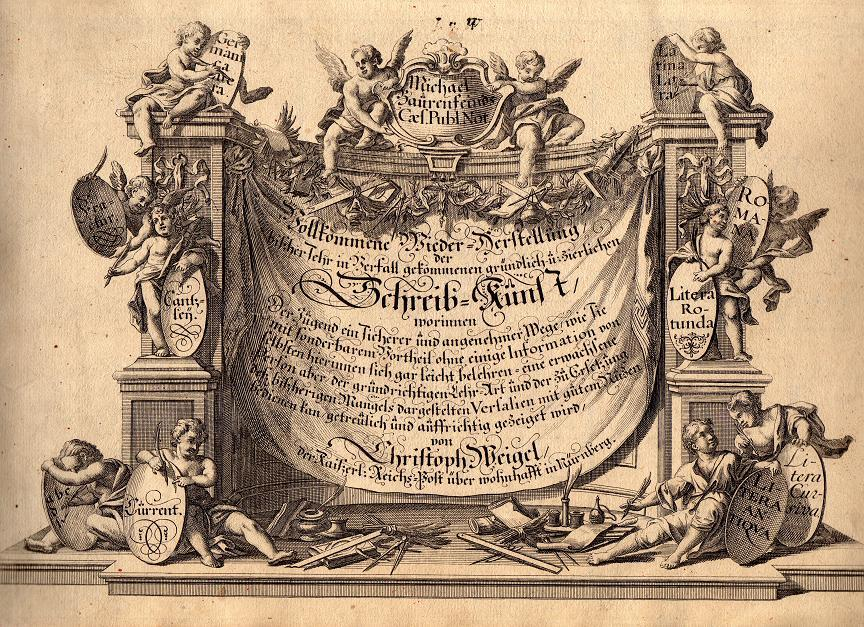
Titel der bei Weigel verlegten Schreib-Kunst von Michael Bauernfeind

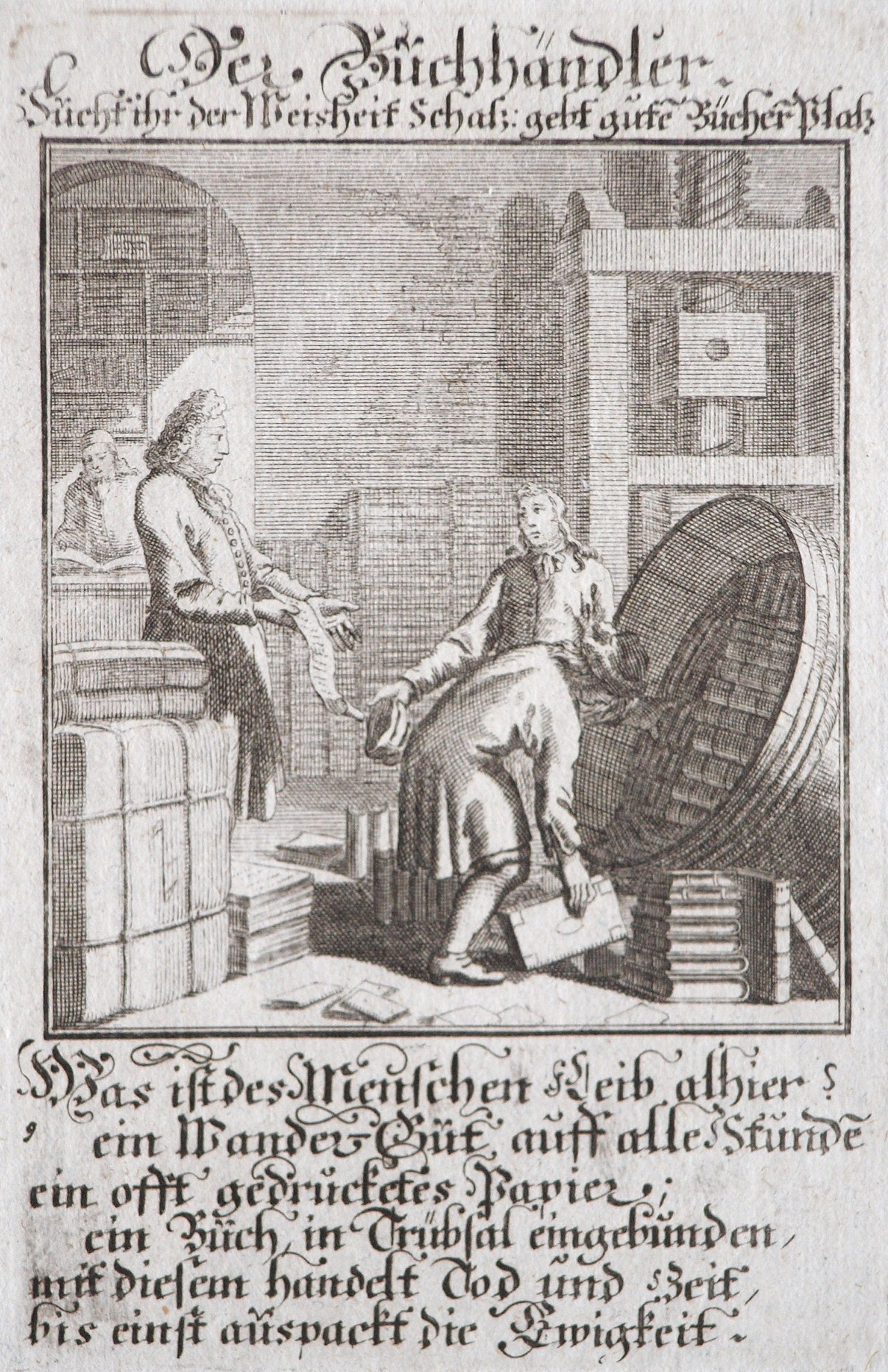
Kupferstich Der Buchhändler aus der Abbildung der gemein-nützlichen Haupt-Stände von Christoph Weigel, Regensburg 1698

Christoph Weigel der Ältere (* 9. November 1654 in Redwitz; † 5. Februar 1725 in Nürnberg) war ein deutscher Kupferstecher, Kunsthändler und Verleger.

## Leben
Christoph Weigel der Ältere erlernte die Kunst des Kupferstechens in Augsburg. Nach verschiedenen Stationen, unter anderem in Wien und Frankfurt am Main, erwarb er 1698 das Bürgerrecht in Nürnberg. Im selben Jahr heiratete er Magdalena Esther Holzmann (* 1679; † 1748). Das erste Weigelsche Werk aus seinem eigenen, erfolgreich geführten Verlag in Nürnberg war die Bilderlust von 1698. In diesem Verlag sind zu seinen Lebzeiten ungefähr 70 Bücher und Stichfolgen erschienen.
Eines seiner wichtigsten Werke ist das Ständebuch von 1698. Darin schilderte und beschrieb Weigel mehr als zweihundert Handwerks- und Dienstleistungsarten, jeweils illustriert durch einen Kupferstich, nach dem Leben. Denn Weigel besuchte fast alle Werkstätten selbst, zeichnete und beobachtete vor Ort, stimmte den Inhalt seiner Artikel mit den Handwerksmeistern ab und zeichnete wichtiges Gerät vom Original ab.
Ein anderes wichtiges Werk Weigels ist die Neuauflage des Wappenbuches von Johann Siebmacher. Das Werk erschien unter dem Titel Das grosse und Vollständige anfangs Siebmacherische / hernach Fürstische und Helmerische / nun aber Weigelische Wappen-Buch In Sechs Theilen mit Wappen, Schilde, Helme und Kleinodien, an der Zahl 14 767, in Kupfer-Tafeln vorgebildet enthalten. Publiziert wurde es erst von seiner Witwe bei Lorenz Bieling in Nürnberg; 1734 wurde es im eigenen Verlag in zwei Bänden herausgebracht.
Weigel arbeitete besonders brillant in der Schab- und Linienmanier. Er war der erste Kupferstecher, der für den Untergrund eine Art Maschine verwandte. In Nürnberg arbeitete er bei der Anfertigung seiner Landkarten sehr eng mit dem kaiserlichen Geographen und Kartografen Johann Baptist Homann (1664–1724) zusammen. Sein jüngerer Bruder Johann Christoph Weigel führte etwa zeitgleich und auch sehr erfolgreich eine Kunsthandlung in Nürnberg.
Weigels Verlag wurde nach 1725 von seiner Witwe Magdalena Esther weitergeführt, die noch etliche Arbeiten ihres verstorbenen Ehemannes herausgab, zum Beispiel sein Wappenbuch.

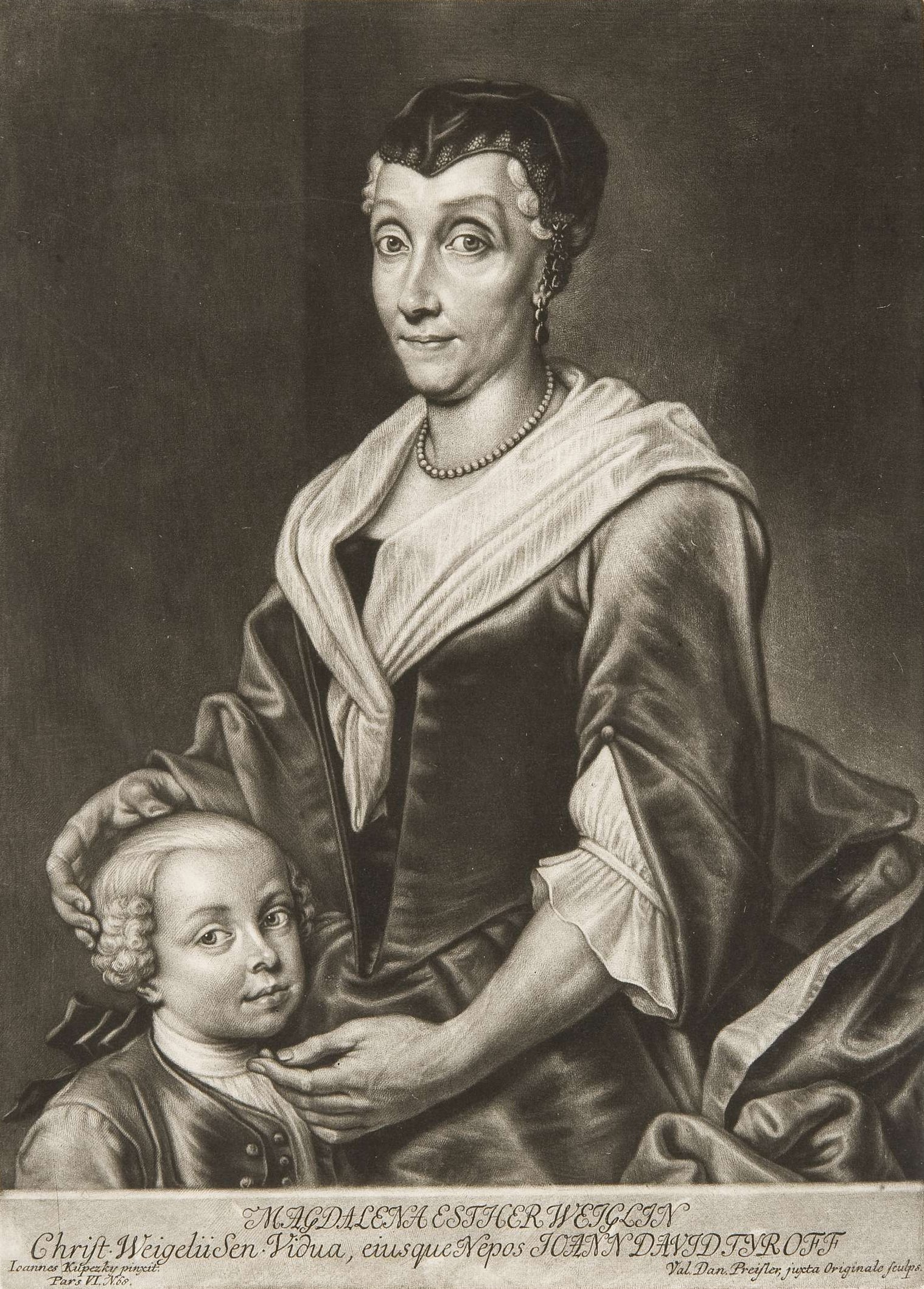
Valentin Daniel Preissler nach Johann Kupetzky: Magdalena Esther Weigel und ihr Enkel Johann David Tyroff

Weigels Tochter Barbara Sybilla (* 1699; † 1738) heiratete im Jahr 1729 in zweiter Ehe Martin Tyroff. Johann Kupetzky malte um 1738 ein Porträt Christoph Weigels Witwe Magdalena Esther und Barbara Sybillas Sohn Johann David Tyroff. Dieses Porträt stelle den Versuch Magdalena Esthers dar, ihren Enkel nach dem Tod dessen Mutter zu trösten.

## Werke
Auswahl einiger wichtiger Werke:
- Ein Schock Phantast’n in einem Kasten mit Ihrem Portrait gar net in Kupffer gebracht und ausgelacht. Christoph Weigel, Nürnberg 1690 (Digitalisat)
- Sculptura historiarum et temporum memoratrix, vom Erschaff. der Welt bis 1697,[3] von Weigel, mit 50 Kupfertafeln, wovon jede 12 Figuren enthält, der Text teutsch. Nürnberg 1697.[4]
- { Abbildung der gemein-nützlichen Haupt-Stände: von denen Regenten u. ihren so in Friedens- als Kriegs-Zeiten zugeordneten Bedienten an biss auf alle Künstler u. Handwercker … , Verlag Christoph Weigel d. Ä., Nürnberg 1698; Nachdruck in der Reihe „Die Bibliophilen Taschenbücher“ Nr. 9212, Verlag Harenberg Kommunikation, Dortmund 1977.
- Abbildung und Beschreibung derer sämtlichen Bergwerksbeamten und -bedienten sowie derer sämtlichen Schmelzhüttenbeamten und -bedienten. Verlag Christoph Weigel d. Ä., Nürnberg 1721.
- Das Weigelische Wappen-Buch ..., 6 Teile in 2 Bänden. Verlag Christoph Weigel d. Ä., Nürnberg 1734.
- Abbildung Der Gemein-Nützlichen Haupt-Stände Von denen Regenten Und ihren So in Friedens- als Kriegs-Zeiten zugeordneten Bedienten an, biß auf alle Künstler Und Handwercker. Regenspurg 1698, Online-Ausgabe der Sächsischen Landesbibliothek – Staats- und Universitätsbibliothek Dresden
- Gedancken Muster und Anleitungen by Johann. s. l. 1700 von seinem jüngeren Bruder Johann Christoph Weigel oder auch Christoph Weigel der Jüngere (1661–1726)
- Ethica naturalis, seu Documenta moralia Documenta Moralia e Variis rerum Naturalium proprietatibus Virtutum Vitiorumq symbolicis imaginibus s. l. 1699 archive.org
- Viel nutzende und erfindungen reichende Sinnbild-Kunst... Nürnberg o. J.